# Bronca
Dans le monde de la tauromachie, on appelle bronca (mot féminin ; de l'espagnol : disputer, gronder) une manifestation bruyante du public en signe de désapprobation ou de mécontentement.

## Mécontentements
La bronca peut être destinée à tous les acteurs de la corrida, comme le matador, les peones de sa cuadrilla, le taureau, l'éleveur ou même la présidence.
Le matador est principalement visé lorsqu'il manque l'estocade plusieurs fois et les picadors lorsque les piques sont trop longues ou appuyées.
Les spectateurs mécontents crient, sifflent, etc. On en voit parfois jeter des bouteilles sur la piste. (Un tel geste est condamné par les aficionados). Parfois le public a une réaction qui est encore pire pour le matador que la plus forte des broncas : c'est le silence.
Certains néophytes croient que la coutume veut que le picador soit sifflé dès son entrée en piste : aucune coutume de ce genre n’existe.

## Éléments d'appréciation
Parmi les éléments qui permettront d'évaluer le spectacle on trouve traditionnellement :
- Le courage de l'homme : le matador prend des risques significatifs (même si les accidents mortels restent peu nombreux) et doit affronter sans fléchir un animal dont la force est considérable, même si le combat et les picadors ont affaibli le taureau.

- La bravoure de l'animal : le taureau de combat appartient à une espèce spécialement sélectionnée pour sa soi-disant agressivité et pour sa bravoure ; sa charge et sa volonté de combattre tout adversaire sont appréciées. (Notons que cela reste une projection purement humaine de la part des aficionados car la bravoure est un concept humain, et que cette espèce choisie pour les combats n'est en rien plus agressive qu'une autre, au contraire. Si l'animal se débat, c'est parce qu'il est mutilé en amont et pendant le "spectacle".)

- L'autorité de l'homme sur l'animal : les aficionados apprécient la capacité du matador à dicter sa volonté au taureau en lui imposant ses charges et en l’amenant à suivre aveuglément le leurre.

- L'élégance : les passes de capote et de muleta sont des mouvements très codifiés.

- L'efficacité : une mise à mort « approximative » peut facilement dégrader un spectacle par ailleurs bien mené. Il faut toutefois préciser que, comme dans bien d’autres domaines, la manière compte plus que le résultat. Une tentative d’estocade sincère, faite en respectant les canons, mais ratée car la pointe de l’épée a buté sur l’omoplate, sera applaudie ; une épée pénétrant jusqu’à la garde à la suite d’une estocade faite en violation de tous les principes sera condamnée.

## Historique
« Les broncas actuelles sont loin d'égaler en importance et en violence celles du temps jadis. La plus ancienne bronca qui ait laissé des traces dans l'Histoire est celle qui a eu lieu à Barcelone en 1835, provoquée par du bétail Zalduendo catastrophiquement manso et que toréaient Manuel Romero et Rafael Pérez de Guzmán ». Le public déchaîné sauta en piste pour tuer lui-même le taureau, puis la foule s'en prit aux couvents qu'elle mit à sac. Parmi les « broncas géantes », on compte celle du 22 juin 1913 à Palma de Majorque, cette fois parce que le président avait demandé le changement alors que le taureau avait déjà reçu des piques.
Le 9 juillet 1931, à Barcelone, les six taureaux de Perez Tabernero étaient tous très petits et mal armés. La corrida se déroula sous une bronca incessante et au sixième taureau, de jeunes gens impatients sautèrent en piste pour toréer. Certains furent blessés et, dans le même temps, les spectateurs prirent d'assaut la loge présidentielle.
Les chroniqueurs taurins se souviennent aussi de la fameuse bronca qui eut lieu lors de l'alternative de Juan Belmonte, au cours de laquelle cinq taureaux furent rejetés de l'arène. 
Certaines broncas tournaient parfois à l'émeute comme celle du 4 mai 1947 à Arles, lorsque les toreros annoncés ne se présentèrent pas en raison de la fermeture de la frontière entre la France et l'Espagne.
On n'a aucun exemple de telles violences dans les arènes aujourd'hui, mais la bronca reste pour les spectateurs le dernier recours pour faire respecter les règles de la pique, celle de la présentation du taureau, et du travail du matador. Il existe aussi des broncas « positives » pour forcer la main au président qui tarde à accorder un trophée mérité, voire le refuse.

## Le lancer de coussins

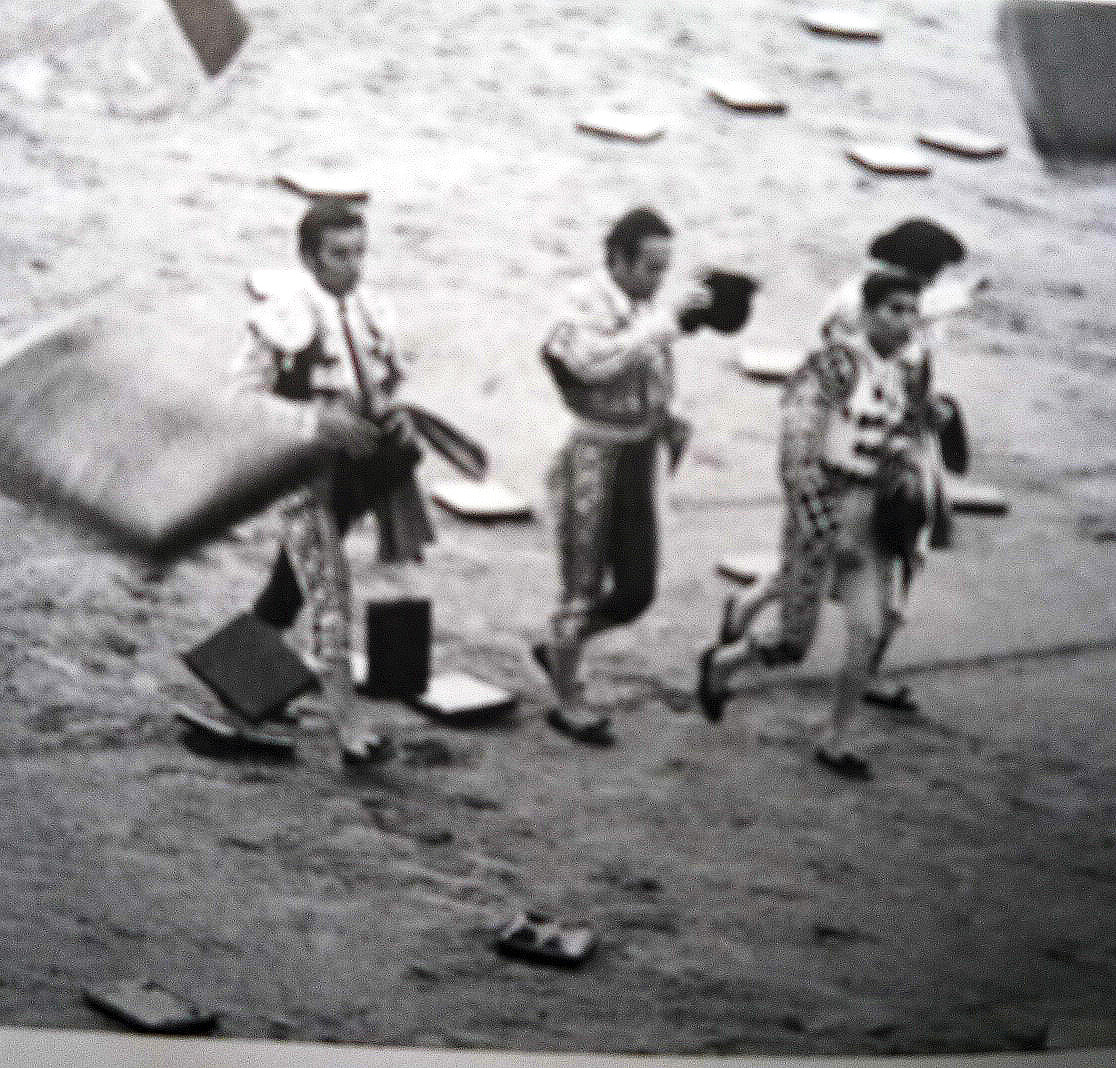
Sortie de Curro Romero (au centre) sous les coussins, en 1967.

Les coussins rectangulaires (almohadillas en espagnol) qui sont loués pour le confort des spectateurs à l'entrée de certaines arènes, notamment en Espagne et dans le sud-ouest de la France servent également d'objets de manifestation, comme le mouchoir blanc que l'on agite pour réclamer une oreille. Mais à l'inverse du mouchoir, leur rôle est d'accentuer les huées de la foule contre un taureau de mauvaise présentation, ou contre un torero qui a failli.
En général on les lance à la fin de la faena et la police est pratiquement empêchée d'intervenir. Lorsque les coussins volent, cela souligne l'indignité d'un spectacle. C'est l'ultime recours contre certains abus. Pour le torero, quand on parle de « sortie sous les coussins », cela désigne la pire faena possible. C'est une autre forme de bronca. 
On ne trouve pas de coussins ni d'« almohadillero » (désigne la personne qui les loue) dans les arènes du Sud-Est de la France : Arènes de Nîmes, Arènes d'Arles, de Palavas-les-Flots ou de Fréjus.

## Satisfaction
Quand le matador a fini de saluer, il ne reste plus au président qu’à sortir son mouchoir blanc afin d’ordonner l’entrée en piste du taureau suivant. Avant cela, les aficionados voulant manifester leur satisfaction agitent un mouchoir (traditionnellement blanc) pour réclamer au président une récompense pour le matador (oreilles, queue).
En cas d'ovation, le matador fait un tour de piste (vuelta al ruedo), à l'occasion duquel les spectateurs lui envoient fleurs, chapeaux, châles, éventails. Le matador garde les fleurs mais renvoie les objets personnels.
En fin de corrida, les matadors quittent l’arène l’un après l’autre, par ordre d’ancienneté. Si l’un d’entre eux a été particulièrement brillant, il sortira a hombros, sur les épaules de ses admirateurs. Peut-être – récompense suprême – sera-t-il autorisé à sortir par la Grande Porte. À Séville, il devra pour cela avoir coupé trois trophées (soit trois oreilles, ou deux oreilles et une queue) au minimum ; à Madrid, deux trophées suffiront (étant généralement admis que si une seconde oreille madrilène et une seconde oreille sévillane pèsent approximativement le même poids, la première oreille madrilène pèse beaucoup plus lourd que la première oreille sévillane) ; ailleurs, c’est selon le sérieux de l’organisation, le niveau d’exigence et de compétence du public, les coutumes locales, etc.
Si le taureau a été exceptionnellement bon, le président pourra lui accorder à lui aussi une vuelta al ruedo en présentant un mouchoir bleu. Et s’il a été plus qu’exceptionnellement bon, le président pourra, avant l’estocade, ordonner sa grâce en présentant un mouchoir orange.